# Hydropsyche speciophila
Hydropsyche speciophila är en nattsländeart som beskrevs av Wolfram Mey 1981. Hydropsyche speciophila ingår i släktet Hydropsyche och familjen ryssjenattsländor. Inga underarter finns listade i Catalogue of Life.